# Mark Gastineau
Pour les articles homonymes, voir Gastineau.
(en) Statistiques sur pro-football-reference
Marcus « Mark » Dell Gastineau, né le 20 novembre 1956 à Ardmore (Oklahoma), est un joueur américain de football américain ayant évolué au poste de defensive end.

## Biographie
Il étudia à l'East Central University et joua pour les East Central University Tigers. Il fut drafté en 1979 à la 41e place (deuxième tour) par les Jets de New York, devenant ainsi le premier sportif sélectionné à la draft de la NFL originaire de son école.
Pass-rusheur, il formait la « New York Sack Exchange » avec Joe Klecko, Marty Lyons et Abdul Salaam, cette défense des Jets redoutée au début des années 1980. Il était également notoire pour « danser » après un sack avant que la ligue n'interdise cela pour cause de fair-play.
Il resta dix saisons à New York recevant le titre de NEA NFL Defensive Player of the Year et le George S. Halas Trophy 
en 1982 et le titre de UPI AFL-AFC Player of the Year en 1984.
Il a été sélectionné à cinq Pro Bowl (1981, 1982, 1983, 1984 et 1985) et trois fois All-Pro (1982, 1983 et 1984). Il sera par ailleurs MVP du Pro Bowl 1984.
Il codétient le record NFL d'avoir le meilleur nombre de sacks deux années consécutives (1983 et 1984 avec respectivement 19 et 22 sacks) avec Reggie White, Kevin Greene et Michael Strahan, et il détient celui d'avoir fait quatre sacks lors d'un Pro Bowl. Chez les Jets, il détient les records du nombre de sacks en carrière (107,5) et en une seule saison (22). Ce dernier record été également celui de la NFL avant 2001 où Michael Strahan le dépassa.
Dans sa vie personnelle, Gastineau sera proche de l'actrice Brigitte Nielsen, dont il eut un enfant.
En 1990, il revint à la compétition chez les Lions de la Colombie-Britannique en Ligue canadienne de football mais une blessure brisa cet élan.
De 1991 à 1996, Gastineau fit de la boxe (15 victoires - 2 défaites).